# Semafor: 60 let v jednom představení
Semafor: 60 let v jednom představení je graficky výpravná kniha, kterou napsal zakladatel divadla Semafor Jiří Suchý spolu se spisovatelem a publicistou Lukášem Berným. Vyšla v rámci edice Muzeum v knize v roce 2019 u brněnského nakladatelství Computer Press a to u příležitosti šedesátého výročí založení zmíněné scény.

## Okolnosti vzniku a obsah
Jiří Suchý základ knihy začal připravovat již k padesátému výročí otevření Semaforu (2009), tehdy ji však nedokončil. Publikace krátce mapuje Suchého spolupráci s důležitými scénami před založením vlastního divadla s Jiřím Šlitrem (kavárna Vltava, Reduta, Divadlo Na zábradlí), poté se věnuje všem semaforským premiérám, výrazněji těm, na nichž autor sám spolupracoval (zmiňovaná jsou ale i představení, jež zde uvedli Ladislav Smoljak, Miroslav Horníček, Jiří Grossmann, Miloslav Šimek, Jan Švankmajer a další). Text je prokládán množstvím fotografií a obsahuje též vkládaná faksimile mnoha dobových materiálů (rukopisů, plakátů, divadelních programů aj.).

## Ohlasy
Dramatik Jan Schmid a kritik Jan Lukeš knihu představili ve své literární revue České televize Třistatřicettři, redaktor Michal Bystrov (Deník.cz) ji nazval „objevnou obří publikací v americkém stylu“, Tomáš Šťástka (iDnes) napsal, že dílo „nezastírá Suchého hravost“, Jaromír Slomek (Echo24) ji pojmenoval „účetnicky pečlivou rekapitulací“ historie Suchého divadelní skupiny v Semaforu.
Všechno, co vám tu budu vyprávět, je svatá pravda, a to, co pravda není, je jen nechtěné selhání paměti. I když si myslím, že poměr pravdy a selhání paměti by se dal číselně vyjádřit 800 : 1 ve prospěch pravdy. Připouštím, že jsem mohl zapomenout jmenovat někoho, kdo by si zasloužil být jmenován, a toho zde pokorně prosím o odpuštění. A pokud jsem se zapomněl zmínit o některé události, vězte, že nebyla v šedesátileté historii Semaforu důležitá.
Jiří Suchý, Semafor: 60 let v jednom představení